# Шеффер, Ильза
Ильза Шеффер (нем. Ilse Schaeffer), урожд. Ильза Либих (нем. Ilse Liebig; 23 октября 1899 года, Фрауштадт, Германия — 30 июня 1972 года, Потсдам, ГДР) — немецкий скульптор, коммунист, антифашист, член движения Сопротивления во время Второй мировой войны, член организации «Красная капелла».

## Биография
Ильза Либих родилась 23 октября 1899 года во Фрауштадте, в Германской империи. Окончив коммерческое училище в Берлине, некоторое время проработала клерком, пока не увлеклась обучением скульптурному делу в художественной школе в Берлин-Шарлоттенбурге.
После непродолжительного брака со скульптором Элисо Гарбани-Нерини, в 1928 году вышла замуж за востоковеда Филиппа Шеффера, и с 1928 года была членом Коммунистической партии Германии. В начале 1930-х годов, после установления нацистской диктатуры, несколько раз арестовывалась. Благодаря увлечению скульптурой, познакомилась с Фрицем Кремером, Куртом Шумахером, Рутхильд Хане и другими бойцами движения Сопротивления из организации «Красная капелла». Вместе с мужем и друзьями скрывала евреев, подвергавшихся преследованиям по расовому признаку, и помогала им эмигрировать из Третьего рейха.
Осенью 1942 года Ильза и Филипп Шеффер были арестованы гестапо. В 1943 году Имперский военный трибунал признал её виновной в пособничестве заговору с целью совершения государственного переворота и приговорил в общей сложности к 3 годам лишения свободы. К концу Второй мировой войны она была освобождена из тюрьмы и заняла пост мэра Зернсдорфа. На этой должности проработала в течение многих лет. Затем переехала в Потсдам, где всё своё время посвящала занятиям скульптурой.
Ильза Шеффер умерла 30 июня 1972 года в Потсдаме (ГДР). Сегодня в Берлине одна из улиц носит её имя.